# Никифорович, Евгений Иванович
Евгений Иванович Никифоро́вич (род. 22 апреля 1955, Даугавпилс, Латвийская ССР, СССР) — советский и украинский учёный в области механики. Член-корреспондент НАН Украины.

## Биография
Учился в школе-интернате № 18 при МГУ.
В 1977 году окончил, с отличием, механико-математический факультет МГУ, а в 1980 году — аспирантуру факультета по кафедре гидромеханики. Ученик В. В. Гогосова. Кандидат физико-математических наук (1982).
Работает в Институте гидромеханики НАН Украины, заведующий отделом моделирования гидротермических процессов (с 1991 года). Сотрудничает также в Королевском технологическом институте (Стокгольм, Швеция)
Доктор физико-математических наук (1991), в 2009 году избран членом-корреспондентом НАН Украины.
С июля 2022 года работает в Даугавпилсском университете.

## Научные интересы
Механика многофазных сред